# Bois de fer noir
 (signalé en août 2025).
Si vous disposez d'ouvrages ou d'articles de référence ou si vous connaissez des sites web de qualité traitant du thème abordé ici, merci de compléter l'article en donnant les références utiles à sa vérifiabilité et en les liant à la section « Notes et références ».
- Archive Wikiwix
- Bing
- Cairn
- DuckDuckGo
- E. Universalis
- Gallica
- Google
- G. Books
- G. News
- G. Scholar
- Persée
- Qwant
- (zh) Baidu
- (ru) Yandex

Bois de fer noir est un nom vernaculaire de plantes à fleurs ambigu. Il peut désigner deux arbres :
- Olea capensis subsp. capensis
- Olea woodiana, aussi appelé Olivier forestier